# Coloanele de bazalt de la Piatra Cioplită
Coloanele de bazalt de la Piatra Cioplită (monument al naturii), alcătuiesc o arie protejată de interes național ce corespunde categoriei a III-a IUCN (rezervație naturală de tip geologic), situată în comuna Comăna, județul Brașov, în amonte de satul Comăna de Sus.
Rezervația are o suprafață de 1 ha din care 0,3 ha reprezintă rezervația propriu-zisă, restul fiind zona tampon, și face parte din categoria rezervațiilor geologice din județul Brașov, cuprinzând bazalte cu aspect columnar. Importanța ei rezidă din faptul că reprezintă cel mai sudic punct al erupțiilor de bazalte din Munții Perșani, cel mai sudic punct al neovulcanismului Pliocen - Cuaternar de la noi din țară.
În cuprinsul rezervației se găsește și sfinxul Perșanilor, un profil uman sculptat de eroziune în formațiunile bazaltice.
În Legea nr. 5 din 6 martie 2000 privind aprobarea Planului de amenajare a teritoriului național - Secțiunea a III-a - zone protejate - Publicat în Monitorul Oficial al României nr. 152 din 12 aprilie 2000, la numărul curent 2.240 sunt înscrise și Coloanele de bazalt de la Piatra Cioplită Comuna Comana, satul Comana de Jos.